# Nyáry János (fotóriporter)
Nyáry János Mária Iván István Gyula Tamás Mátyás (született bedeghi és berencsi gróf; Kolozsvár, 1942. augusztus 23. – Budapest, 2021. február 13.[forrás?]) magyar fotóriporter, mechanikai műszerész, a Magyar Történelmi Családok Egyesületének (MTCSE) első elnöke (1994–2014).

A bedegi Nyáry család grófi címere

## Családja
A gróf bedeghi és berencsi Nyáry család sarja. Édesapja, bedeghi és berencsi gróf Nyáry János (1904–1956), a kolozsvári Gazdasági Akadémia titkára, édesanyja, Tőkés Mária Irma (1917–1984), tanítónő, fogász volt. Apai nagyszülei, bedeghi és berencsi gróf Nyáry István (1865–1946), miniszteri tanácsos, titkos tanácsos, és csarodai Csarada Ilona (1868–1927) voltak.
1965. december 13-án feleségül vette Budapesten Gräf Terézt (1948–), akitől egy leánya született. Nem sokkal később elvált tőle, és Budapesten 1970. december 19.-én elvette a polgári származású Herendi Györgyi (1948–) szitanyomászt, aki két gyermekkel áldotta meg őt.

## Életútja
Kezdetben kifutó volt az Ofotértnál, majd téglagyári csillésként dolgozott. Ezt követően reklámgrafikusként, majd szabadúszó fotósként tevékenykedett. A Képes Sport, a Népszava és a Tükör vette meg a képeit. Az 1970-es években orvosi műszerész szakképesítést szerzett, és a Medicor Művekben dolgozott. 1980-ban szitanyomó gmk-t alapított.
1987-ben az NSZK-ba disszidált, ahol feleségével tagja lett a Bajor Nemesi Klubnak. A rendszerváltást követően 1992-ben hazatért.
1994. március 15-én Faddy Othmár atyával és Apor Ferenccel megalapították a Magyar Történelmi Családok Egyesületét, melynek 2014-ig az elnöke is volt.